# Чилавенья
Чилавенья (італ. Cilavegna) — муніципалітет в Італії, у регіоні Ломбардія,  провінція Павія.
Чилавенья розташована на відстані близько 490 км на північний захід від Рима, 39 км на південний захід від Мілана, 35 км на північний захід від Павії.
Населення — 5640 осіб (2014).

## Демографія
Населення за роками:

Станом на 1 січня 2023 року в муніципалітеті офіційно проживало 269 іноземців з 36 країн, серед них 102 громадяни країн Євросоюзу та 16 громадян України.

## Сусідні муніципалітети
- Альбонезе
- Борголавеццаро
- Гравеллона-Ломелліна
- Парона
- Торнако
- Віджевано